# Elena Oprea-Horvat
Elena Oprea-Horvat, née le 4 juillet 1958 à Luizi-Călugăra, est une rameuse d'aviron roumaine. 

## Carrière
Elena Oprea-Horvat remporte le titre olympique en deux sans barreur avec Rodica Arba en 1984 à Los Angeles.
Aux Championnats du monde d'aviron, elle remporte deux médailles d'argent (en deux sans barreur en 1979 et en 1983) et trois médailles de bronze (en huit en 1975, en quatre avec barreur en 1978 et en deux sans barreur en 1981).
Aux Championnats d'Europe d'aviron, elle obtient une médaille d'argent en huit en 1972 et une médaille de bronze en huit en 1971.